# RPM Package Manager
RPM Package Manager (původně Red Hat Package Manager, nyní pouze rekurzivní akronym) je formát balíčkovacího systému pro linuxové distribuce. Pod název RPM je zahrnován: .rpm formát souborů, soubory v tomto formátu, software zabalený v takových souborech a program tohoto systému samotný. RPM bylo původně zamýšleno pro linuxové distribuce, později byl zvolen jako základní formát projektu Linux Standard Base.
Přestože byl vyvinut pro použití v Red Hat Linuxu, řada distribucí dnes používá RPM. Také byl naportován na jiné operační systémy, jako například Novell NetWare (verze 6.5 SP3) a IBM AIX (verze 4).
RPM balíček může obsahovat arbitrální sadu souborů. Značná část RPM souborů jsou tzv. binární RPM (nebo BRPM) soubory obsahující předkompilovanou verzi nějakého souboru. Také existují zdrojové RPM (nebo SRPM) soubory obsahující zdrojový kód používaný na vytvoření balíčku. Tyto balíčky mají určité označení v hlavičce souboru, které je odlišuje od BRPM, což způsobuje rozbalení do adresáře /usr/src při instalaci. SRPM běžně nesou příponu .src.rpm, .spm na systémech s omezením na trojmístnou příponu (DOS FAT).

## Volby použitelné ve všech režimech
--dbpath cesta = cesta k databázi 
--help = informace o možnostech použití
--quiet = zobrazení chybových zpráv
--root adresář = použije adresář jako kořenový
--version = zobrazení čísla verze rpm

## Historie
Erik Troan a Marc Ewing napsali původní verzi v roce 1997 na základě zkušeností s pms, rpp a pm.
Rik Faith a Doug Hoffman napsali pm v květnu 1995 pro software společnosti Red Hat. Tento balíčkovací systém byl velice ovlivněn pms, balíčkovacím systémem, který napsali Rik Faith a Kevin Martin na podzim 1993 pro distribuci Bogus Linux. pm drží "Pristine Sources + Patches" paradigma pms.

## Nadstavby pro RPM
Pro RPM je k dispozici několik nadstaveb, která umí vyřešit závislosti a zjednodušují tak instalaci, aktualizaci i odebírání balíčků ze systému.
- Yum – Fedora, CentOS 5, Red Hat Enterprise Linux 5 a novější, Scientific Linux, Yellow Dog Linux a Oracle Enterprise Linux
- up2date – Red Hat Enterprise Linux a CentOS (do verze 4)
- Synaptic Package Manager – PCLinuxOS
- Zypper – openSUSE, SUSE Linux Enterprise a Ark Linux
- urpmi – Mandriva Linux
- apt-rpm – port Advanced Packaging Tool (APT) z Debianu
- Smart Package Manager – dostupný v mnoha distribucích včetně Fedory
- Poldek – podobný APT, viz http://poldek.pld-linux.org